# 手甲

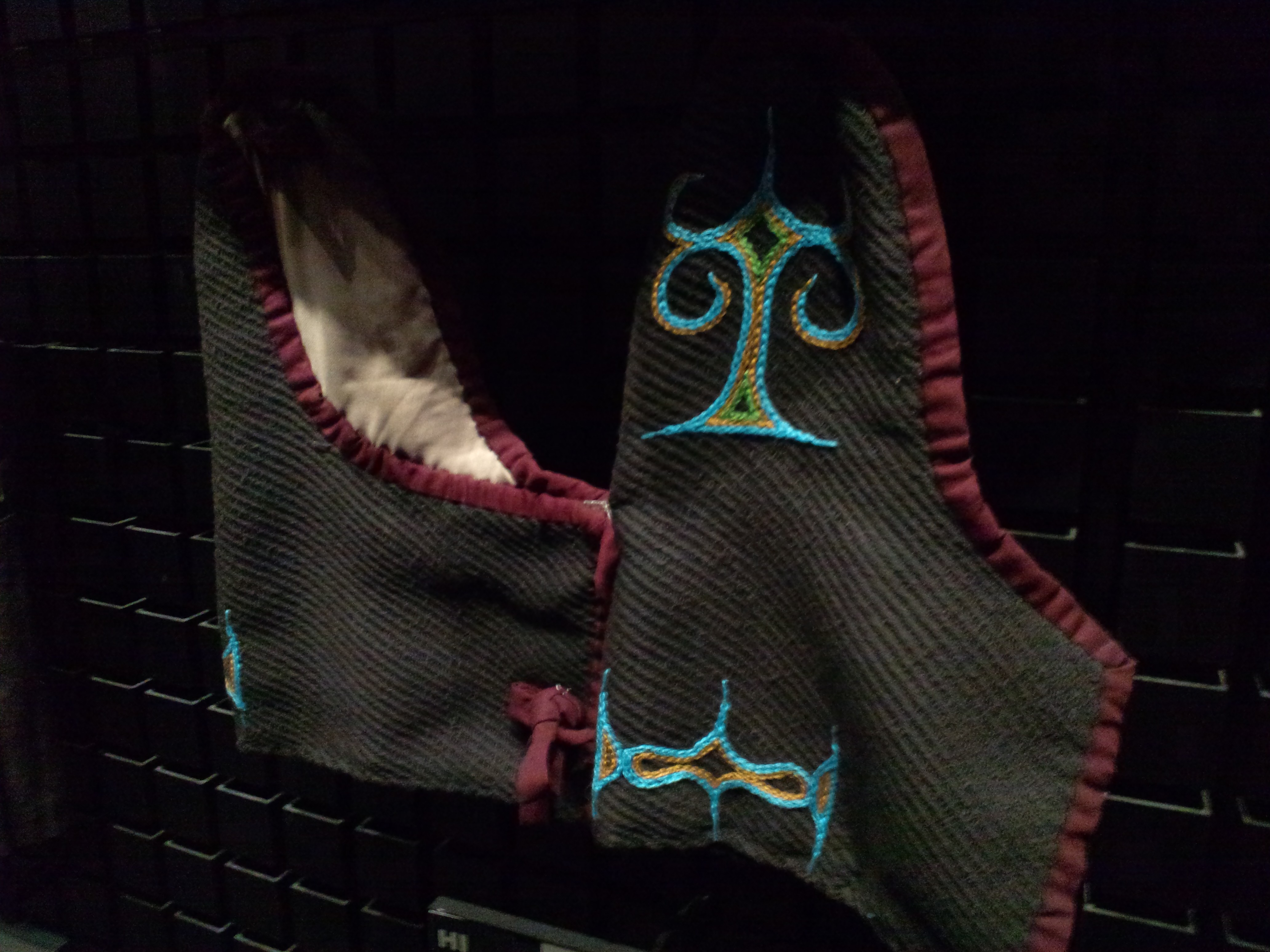
アイヌ民族の手甲（北海道、旭川）

手甲（てっこう、てこう・手っ甲）とは、衣類、あるいは武具（防具）の一種。

## 概要
汚れ、外傷、寒さ、日射などから肌や体を守るために、上腕から手首や手の甲までを覆うようにして装着する、革や布でできた装身具のこと。手首に固定する際は、縫い付けてあるひもか小鉤（コハゼ）が使われる。手の甲には、中指側に縫い付けられた輪を通して固定することが多い。
歴史は古く、古墳時代の鷹匠埴輪という名称がつけられた埴輪が出土しているが、この埴輪には肩には鷹が、手首には手甲が象られていて、鷹の止まり木として使う腕を、保護するために使われていたと推測されている。また手甲の起源としては、武具として、刀から（太い血管の通っている）手の甲や手首を守るためのものであったとの説もある。　

## 種類・類例
手筒（現在の腕貫）と形状的には重複する部分もあり、両方の機能を備えるものに、肘の関節手前まで覆うものもあれば、手の甲は覆わずに手首だけを覆うものもあり、「○○手筒」や「○○手甲」とどちらかの名称がつけられたため、明確な区分がない場合もある。そのため腕貫と手甲と手筒が混同されたり同意である場合もある。
半手甲・半手筒
手首から肘に向かい三寸から四寸の長さのもの。
山付き手甲
手の甲まで被う形状のもので手の甲のところが椀状に盛り上がった形をしているもの。
長手甲
手首から上腕まで被う形状のもの。
手甲付き手筒
いわゆる長手甲で手の甲まで被う形状のもの。
類例として、言葉の意味を体系するなら以下のようになる。
- 手甲 - 手の甲から腕まで被うもので、籠手[注釈 3]などを含む手筒のこと。
  - 手筒 - 手の甲は被わない、主に布製の手甲をさし、腕貫も意味する。
    - 腕貫 - 汚れ防止として使われるもので布製のものをさし、腕袋と腕に通す編み籠の筒の総称。
      - 腕袋 - 毛糸や綿などを使った保温や防寒のための、腕に通す筒状の布。
      - 腕貫（籐や竹で編んだ筒） - 毛筆での記述に使われる汚れ防止のための、腕に通す編み籠の筒。汗で着物が纏わり付かないようにするための、腕に通す編み籠の筒。

## 用例
時代の変遷とともになくなってしまったものや、現在でも武道に使われるものから、古式ゆかしい装束を固持する人々の間では、根強く残っているものもあり、また祭りのなどの演出としての装束の一つにもなっている。
- 武者鎧といわれる鎧兜の籠手としての手甲で戦（いくさ）に使用されたもの。
- 武芸における護身用の防具で武士や忍者や渡世人などがつけていた革製や刺子などが入った布製のもの。
- 旅支度の装束や飛脚が使っていた日除けや汗を拭うための布製のもの。
- 庭師や鳶職や大工などの職人は、刃物を扱うことや材料や木の枝葉による外傷から身を守ったり、長袖の服を着用すると袖が邪魔になることがあるため、手の甲を覆わない手甲を、袖の上から装着して作業をすることが多い。
- 様々な職において、腕の汚れ防止や袖口からの物や汚れの侵入を防ぐために用いる。
- 農作業などの野外活動において、日焼け防止としての役目もある。
- 現在でも昔ながらの装束を好む建築関係者や、太鼓打ちなどに代表される祭りの装束として、実用や正装や扮装として用いられている。
- 実用品としてではなくアクセサリーとしての要素が強いが、「和のリストバンド」として近年その存在が見直されてきている。
- 潮風にさらされることの多い釣りや冬季がメインシーズンのスポーツであるバスケットボールでは、竿や球の感触を損なわないよう手甲型の防寒具が存在する。
- 神職も竹製の腕貫を使用する場合がある。それは主に夏季の汗の多い時期に用いる[1]。また、神職用の竹製の腕貫は「汗除」とも呼ぶ[2]。